# Емілі Дешанель
Емілі Ерін Дешанель (англ. Emily Erin Deschanel, МФА: [/ˌdeɪʃəˈnɛl/]; нар. 11 жовтня 1976) — американська акторка та телепродюсерка, яка грає доктора Темперанс «Кістки» Бреннан у кримінально-комедійній драмі Кістки.

## Біографія
Народилась 11 жовтня 1976 року у Лос-Анджелесі в сім'ї кінооператора та режисера Кейлеба Дешанеля та акторки Мері Джо Дешанель (до шлюбу Вієр). Є правнучкою Поля Дешанеля, 11 президента Франції. Має молодшу сестру Зоуї Дешанель, яка є акторкою, моделлю, композиторкою та музиканткою. зростала у Італії, Канаді, Франції, Югославії, Великій Британії та Південній Африці.

## Фільмографія
| Рік  |    | Українська назва                                 | Оригінальна назва                 | Роль                                     |
| ---- | -- | ------------------------------------------------ | --------------------------------- | ---------------------------------------- |
| 1994 | ф  | Це могло трапитися з вами                        | It Could Happen To You            | активістка, що обкидувала фарбою         |
| 2000 | ф  | It's a Shame About Ray                           | It's a Shame About Ray            | Меггі                                    |
| 2001 | тф | Серцевий департамент                             | The Heart Department              | Мод Еллін                                |
| 2002 | с  | Червона роза                                     | Rose Red                          | Пем Асбері                               |
| 2002 | с  | Закон і порядок: Відділ спеціальних розслідувань | Law & Order: Special Victims Unit | Кессі Джермейн                           |
| 2002 | с  | Провіденс                                        | Providence                        | Енни Френк                               |
| 2003 | тф | The Dan Show                                     | The Dan Show                      | Сэм                                      |
| 2003 | ф  | Перепочинок                                      | Easy                              | Лора Герріс                              |
| 2003 | ф  | Холодна гора                                     | Cold Mountain                     | місіс Морган                             |
| 2004 | ф  | Форт Аламо                                       | The Alamo                         | Розанна Тревіс                           |
| 2004 | с  | Розслідування Джордан                            | Crossing Jordan                   | Мішель                                   |
| 2004 | ф  | Людина-павук 2                                   | Spider-Man 2                      | ресепшионіст                             |
| 2004 | ф  | Old Tricks                                       | Old Tricks                        | жінка                                    |
| 2005 | ф  | Бугімен                                          | Boogeyman                         | Кейт Хоутон                              |
| 2005 | ф  | Безмовна тиша                                    | Mute                              | Клер                                     |
| 2005 | ф  | That Night                                       | That Night                        | Енні                                     |
| 2005 | с  | Кістки (від 2005 до 2014 року)                   | Bones                             | доктор Темперанс «Кістки» Бреннан        |
| 2006 | ф  | Дорога до слави                                  | Glory Road                        | Мері Гескінс                             |
| 2009 | ф  | Мій ангел-охоронець                              | My Sister's Keeper                | доктор Фаркуад                           |
| 2009 | с  | -                                                | Tit for Tat                       | Emily                                    |
| 2010 | с  | Шоу Клівленда                                    | The Cleveland Show                |                                          |
| 2012 | ф  | The Perfect Family                               | The Perfect Family                | Шеннон Клірі                             |
| 2012 | с  | Американський тато!                              | American Dad!                     |                                          |
| 2014 | с  | П'яна історія                                    | Drunk History                     | Babe Didrikson Zaharias / Marina Raskova |
| 2015 | ф  | Єдність                                          | Unity                             | Narrator                                 |
| 2015 | с  | Сонна лощина                                     | Sleepy Hollow                     | Temperance Brennan                       |
| 2016 | с  | Кінь БоДжек                                      | BoJack Horseman                   | -                                        |
| 2018 | с  | Сімпсони                                         | The Simpsons                      | -                                        |
| 2019 | с  | -                                                | Animal Kingdom                    | Angela                                   |
| 2021 | с  | Новобранець                                      | The Rookie                        | Sarah Nolan                              |
| 2022 | с  | Диявол в Огайо                                   | Devil in Ohio                     | Сюзанна Метіс                            |